# Bocydium
Bocydium ist eine Gattung der Buckelzikaden oder Buckelzirpen (Membracidae), einer Familie der Rundkopfzikaden (Cicadomorpha) aus der Überfamilie der Membracoidea, die durch ihre besonders ausgefallene Form ausgezeichnet sind. Ein früher gebräuchliches Synonym ist Sphaeronotus.

## Morphologie
Die Buckelzirpen der Gattung Bocydium sind relativ klein (6,4 -7,5 mm), dunkel und mit auffallenden Fortsätzen des Pronotums, die nach oben gerichtet sind und durch kugelige Verdickungen und Fortsätze ausgezeichnet sind. Die Vorderflügel sind relativ lang und transparent mit deutlichen Adern. Einen ähnlichen Habitus haben Arten der nahe verwandten Gattungen Stylocentrus und Umbelligerus .
Über das auffällige Pronotum wurde schon viel spekuliert, aber die wirkliche Funktion ist immer noch unklar. Es wurde als Nachahmung von Samen oder kleinen stacheligen Früchten gedeutet, oder vermutet, dass das Pronotum die Fruchtkörper von entomophagen Pilzen imitiert.

## Lebensweise
Über die Lebensweise der Arten von Bocydium ist nur wenig bekannt.  Die Larven sind durch Färbung und ihre Oberstruktur außergewöhnlich gut auf ihren Wirtspflanzen getarnt. Sie befinden sich meistens an den Blattachseln ihre Wirtspflanzen, während die ausgewachsenen Tiere eher an den Spitzen der Zweige und an Blättern vorkommen.
Die  adulten Zirpen wurden meistens einzeln beobachtet, nur ausnahmsweise wurde von einer Ansammlung von 350 Bocydium-Zirpen berichtet. B. mae wurde an Blattunterseiten in Gruppen von bis zu zehn Individuen beobachtet, B. sanmiguelense in Gruppen von bis zu 15 Individuen.  Von B. mae wurde außerdem an einer Blattunterseite Balzverhalten eines Paares beschrieben. B. globulare wird meistens einige Fuß über dem Boden gefunden, wo sie an der Unterseite von Blättern an der Pflanze saugt. Bocydium-Zirpen scheinen nicht mit Ameisen in Symbiose zu stehen, sie kommen aber manchmal an Pflanzen vor, auf denen andere Buckelzikaden mit Ameisen vergesellschaftet sind.
Die Zirpen saugen meistens an Pflanzen der Familie Melastomataceae, wurden aber auch an anderen Pflanzen beobachtet. Die Zirpen kommen in verschiedenen neotropischen Wäldern vor, in andinen Nebelwäldern, aber auch amazonischen und atlantischen Tieflandregenwäldern.

## Arten und Verbreitung
B. anisobullatum, Brasilien
B. amischoglobum, Brasilien
B. astilatum, Kolumbien
B. bilobum, Bolivien, Ecuador
B. bulliferum, Ecuador, Peru
B. duoglobum, Kolumbien
B. germarii, Brasilien, Peru
B. globulare, Brasilien, Surinam, Franz. Guiana, Rep. Guiana, Peru (jedoch nicht in Costa Rica)
B. globuliferum, Brasilien, Kolumbien, Surinam
B. hadronotum, Brasilien
B. mae, Costa Rica
B. nigrofasciatum, Kolumbien
B. racemiferum, Brasilien
B. rufiglobum, Brasilien
B. sakakibarai, Kolumbien
B. sanmiguelense, Kolumbien
B. sphaerulatum, Brasilien
B. sexvescicatum, Brasilien
B. tatamaense, Kolumbien
B. tintinnabuliferum, Brasilien, Peru